# José Inácio Borges Machado
José Inácio Borges Machado (1839 — 1917) foi um militar brasileiro.
Foi governador do Amazonas, de 26 de fevereiro a 11 de março de 1892.